# خلوصی آکار
خلوصی آکار (انگلیسی: Hulusi Akar؛ زادهٔ ۱۷ ژانویهٔ ۱۹۵۲) ارتشبد سابق نیروی زمینی ترکیه و بعد از آن رییس ستاد کل ارتش ترکیه بود که تا سال ۲۰۲۳ به عنوان وزیر دفاع جمهوری ترکیه فعالیت می‌کرد.
وی در تلاش نیروهای ارتش ترکیه برای کودتا بر ضد دولت اردوغان در ۱۶ ژوئیه ۲۰۱۶ توسط کودتاچیان گروگان گرفته شد. ولی سپس آزاد شد.

## زندگی سیاسی
وزیر دفاع ملی
وی در تاریخ 10 ژوئیه 2018 توسط رجب طیب اردوغان رئیس جمهور ترکیه به عنوان وزیر دفاع ملی منصوب شد. او در 5 ژوئن 2023 وظیفه خود را به یاشار گولر سپرد.
نماینده پارلمان
در انتخابات عمومی ترکیه در سال 2023، او اولین نامزد پارلمانی از حزب عدالت و توسعه در قیصریه و انتخاب شد. در 14 ژوئن 2023، وی به عنوان رئیس کمیسیون دفاع ملی مجلس ملی کبیر ترکیه انتخاب شد.